# Torneo Clausura 2010 (Paraguay)
El Torneo Clausura 2010 (Copa Tigo-Visión Banco, por motivos comerciales), denominado "Campeones de América - 1979", fue el centésimo tercer campeonato oficial de Primera División organizado por la Asociación Paraguaya de Fútbol (APF). Se inició el 16 de julio, y llegó a su fin el 5 de diciembre.
Se alzó con el título de campeón el Club Libertad, por decimoquinta vez en su historia.

## Sistema de competición
El modo de disputa implementado fue, como en temporadas anteriores, el de todos contra todos a partidos de ida y vuelta, es decir a dos rondas compuestas por once jornadas cada una con localía recíproca. Se convierte en campeón el equipo que acumula la mayor cantidad de puntos al término de las 22 jornadas. En caso de haberse producido igualdad entre dos contendientes, se hubiera definido el título en un partido extra. Si hubiera existido más de dos, se resolvía según los siguientes parámetros:
1) saldo de goles;
2) mayor cantidad de goles marcados;
3) mayor cantidad de goles marcados en condición de visitante;
4) sorteo.

## Producto de la clasificación

### Directo
- El torneo coronó al campeón número 103 en la historia de la Primera División de Paraguay.

- Este obtuvo a su vez el acceso a la fase de grupos de la próxima edición de la Copa Libertadores de América.

### Indirecto
- Por medio de la combinación de puntos de este campeonato y el anterior se concedieron un cupo para la primera fase de la Copa Libertadores y tres para la Copa Sudamericana, ambas a realizarse en 2011.

- Por último, fueron determinados, sobre la base de sus promedios obtenidos en las últimas tres temporadas, los dos equipos descendidos a la Segunda División.

## Relevo anual de clubes
| Ascendidos a la Primera División                            |
| ----------------------------------------------------------- |
| Sportivo Trinidense (Campeón de División Intermedia)        |
| Sport Colombia (2º de Intermedia y ganador de la promoción) |

| Descendidos a División Intermedia                           |
| ----------------------------------------------------------- |
| 12 de Octubre (2º peor promedio y perdedor de la promoción) |
| 2 de Mayo (Peor promedio)                                   |

## Equipos participantes
| Equipos             | Entrenador        | Fundación               | Ciudad              | Estadio             | Capacidad |
| ------------------- | ----------------- | ----------------------- | ------------------- | ------------------- | --------- |
| 3 de Febrero        | Eduardo Rivera    | 20 de noviembre de 1970 | Ciudad del Este     | A. Oddone Sarubbi   | 28.000    |
| Cerro Porteño       | Javier Torrente   | 1 de octubre de 1912    | Asunción            | General Pablo Rojas | 32.910    |
| Guaraní             | Félix Darío León  | 12 de octubre de 1903   | Asunción            | Rogelio Livieres    | 6.000     |
| Libertad            | Gregorio Pérez    | 30 de julio de 1905     | Asunción            | Dr. Nicolás Leoz    | 10.000    |
| Nacional            | Juan Battaglia    | 5 de junio de 1904      | Asunción            | Arsenio Erico       | 4.000     |
| Olimpia             | Luis Cubilla      | 25 de julio de 1902     | Asunción            | Manuel Ferreira     | 15.000    |
| Rubio Ñu            | Francisco Arce    | 24 de agosto de 1913    | Asunción            | La Arboleda         | 5.500     |
| Sol de América      | Dalcio Giovagnoli | 22 de marzo de 1909     | Villa Elisa         | Luis Alfonso Giagni | 5.000     |
| Sport Colombia      | Humberto Ovelar   | 1 de noviembre de 1924  | Fernando de la Mora | Alfonso Colmán      | 7.000     |
| Sportivo Luqueño    | Carlos Jara S.    | 1 de mayo de 1921       | Luque               | Feliciano Cáceres   | 25.000    |
| Sportivo Trinidense | Miguel Zahzú      | 11 de agosto de 1935    | Asunción            | Martín Torres       | 3.000     |
| Tacuary             | Óscar Paulín      | 10 de diciembre de 1923 | Asunción            | Roberto Béttega     | 7.000     |

El campeonato contó con la participación de doce equipos, en su gran mayoría pertenecientes al departamento Central.
Ocho fueron de la capital del país, Asunción; en tanto que tres provinieron de ciudades cercanas a esta, Fernando de la Mora, Luque y Villa Elisa. Finalmente, uno pertenece a una importante capital departamental, limítrofe con Brasil: Ciudad del Este.
Los únicos clubes que nunca abandonaron esta categoría (también conocida como División de Honor) son tres: Olimpia, Guaraní y Cerro Porteño, completando con este torneo 103, 102 y 97 participaciones, respectivamente.

### Distribución geográfica de los equipos
| Región                      | Cant. | Equipos                                                                                |
| --------------------------- | ----- | -------------------------------------------------------------------------------------- |
| Distrito Capital            | 8     | Cerro Porteño, Guaraní, Libertad, Nacional, Olimpia, Rubio Ñu, Sp. Trinidense, Tacuary |
| Departamento Central        | 3     | S. Colombia, Sp. Luqueño, Sol de América                                               |
| Departamento de Alto Paraná | 1     | 3 de Febrero                                                                           |

## Cambio de entrenadores
| Equipos             | DT. ste.         | Cese             | DT. ete.            | Designación      |
| ------------------- | ---------------- | ---------------- | ------------------- | ---------------- |
| Sportivo Luqueño    | Víctor Genes     | 1 de agosto      | Roberto Pasucci     | 1 de agosto      |
| Olimpia             | José Cardozo     | 9 de agosto      | Luis Cubilla        | 16 de agosto     |
| Sportivo Trinidense | Félix Díaz       | 24 de agosto     | Miguel Zahzú        | 24 de agosto     |
| Tacuary             | Carlos Kiese     | 11 de septiembre | Óscar Paulín        | 11 de septiembre |
| 3 de Febrero        | Raúl Amarilla    | 18 de septiembre | Eduardo Rivera      | 20 de septiembre |
| Sportivo Luqueño    | Roberto Pasucci  | 27 de septiembre | Carlos Jara Saguier | 27 de septiembre |
| Sol de América      | Alicio Solalinde | 20 de octubre    | Dalcio Giovagnoli   | 21 de octubre    |

## Balón
La Adidas Jabulani, pelota oficial utilizada en el Mundial de Sudáfrica 2010, fue la misma en ser empleada en los partidos del campeonato. Su estreno recién se produjo a partir de la segunda fecha a pedido de los equipos que alegaron falta de mayor tiempo para la adaptación al nuevo esférico. El mismo había sido objeto de críticas por parte de varios jugadores durante la Copa del Mundo debido a la dificultad que encontraron para controlar su trayectoria irregular.

## Cobertura televisiva
La empresa productora de contenido audiovisual, Teledeportes Paraguay, perteneciente al multimedios argentino Grupo Clarín, ha sido la acreedora exclusiva de los derechos de transmisión de los partidos del campeonato paraguayo de fútbol desde 1999. Emitió en vivo tres juegos por jornada a través del canal por cable Unicanal de Cablevisión, y el posterior resumen con lo mejor de cada encuentro por la señal de aire de Teledifusora Paraguaya S.A. (Canal 13).

## Patrocinio
La compañía de telefonía celular, Tigo, y la institución bancaria de tipo microfinanciero, Visión Banco, fueron las encargadas de patrocinar todos los torneos realizados por la APF. El vínculo contractual con la primera se concretó a partir de 2008 con la celebración del torneo Apertura del mismo año. En tanto que la relación con el otro espónsor para respaldar cada campeonato se inició a principios de 2010.
Los premios en efectivo fueron fijados en US$ 55.000 dólares para el campeón y 10.000 para el subcampeón.

## Clasificación
Fuente
| Pos. | Equipos             | PJ | PG | PE | PP | GF | GC | Dif. | Pts. |
| ---- | ------------------- | -- | -- | -- | -- | -- | -- | ---- | ---- |
| 1.   | Libertad            | 22 | 16 | 1  | 5  | 46 | 15 | 31   | 49   |
| 2.   | Cerro Porteño       | 22 | 13 | 7  | 2  | 37 | 18 | 19   | 46   |
| 3.   | Nacional            | 22 | 12 | 6  | 4  | 29 | 18 | 11   | 42   |
| 4.   | Guaraní             | 22 | 10 | 6  | 6  | 29 | 22 | 7    | 36   |
| 5.   | Olimpia             | 22 | 7  | 11 | 4  | 31 | 23 | 8    | 31   |
| 6.   | Rubio Ñu            | 22 | 7  | 7  | 8  | 25 | 32 | -7   | 28   |
| 7.   | Sport Colombia      | 22 | 5  | 9  | 8  | 23 | 30 | -7   | 24   |
| 8.   | Tacuary             | 22 | 6  | 5  | 11 | 20 | 28 | -8   | 23   |
| 9.   | Sol de América      | 22 | 5  | 5  | 12 | 20 | 28 | -8   | 20   |
| 10.  | 3 de Febrero        | 22 | 4  | 7  | 11 | 19 | 34 | -15  | 19   |
| 11.  | Sportivo Trinidense | 22 | 3  | 9  | 10 | 25 | 46 | -21  | 18   |
| 12.  | Sportivo Luqueño    | 22 | 1  | 12 | 9  | 21 | 31 | -10  | 15   |

 Pos=Posición; PJ=Partidos jugados; G=Partidos ganados; E=Partidos empatados; P=Partidos perdidos; GF=Goles a favor; GC=Goles en contra; DIF=Diferencia de gol; Pts=Puntos

## Resultados
Fuente
| L\V | 3FE | CER | GUA | LIB | NAC | OLI | RUB | SOL | SCO | SLU | TAC | TRI |
| --- | --- | --- | --- | --- | --- | --- | --- | --- | --- | --- | --- | --- |
| 3FE |     | 0:1 | 4:0 | 2:1 | 1:2 | 0:3 | 3:0 | 1:1 | 0:3 | 0:0 | 0:0 | 0:2 |
| CER | 3:0 |     | 2:1 | 2:0 | 1:1 | 1:1 | 2:0 | 2:0 | 0:0 | 1:1 | 1:3 | 3:1 |
| GUA | 2:1 | 1:2 |     | 2:0 | 0:0 | 0:0 | 1:2 | 1:0 | 3:0 | 1:0 | 1:0 | 0:1 |
| LIB | 5:0 | 2:0 | 2:0 |     | 1:0 | 2:2 | 2:1 | 3:0 | 4:0 | 3:1 | 3:0 | 7:0 |
| NAC | 1:0 | 0:0 | 0:1 | 1:0 |     | 0:2 | 0:0 | 2:0 | 4:3 | 2:0 | 1:0 | 4:1 |
| OLI | 2:0 | 2:2 | 2:2 | 0:2 | 1:2 |     | 1:4 | 0:0 | 3:0 | 1:1 | 2:1 | 1:1 |
| RUB | 1:1 | 1:2 | 2:2 | 1:3 | 1:1 | 2:2 |     | 2:1 | 1:0 | 2:2 | 1:2 | 1:0 |
| SOL | 0:1 | 1:2 | 1:2 | 0:1 | 1:0 | 1:0 | 4:0 |     | 1:2 | 2:1 | 0:1 | 2:2 |
| SCO | 1:1 | 1:1 | 1:1 | 1:0 | 1:2 | 0:0 | 2:0 | 2:0 |     | 0:0 | 1:3 | 1:1 |
| SLU | 3:3 | 1:3 | 0:3 | 1:2 | 0:1 | 0:0 | 0:1 | 1:1 | 1:1 |     | 3:1 | 0:0 |
| TAC | 2:0 | 0:1 | 1:1 | 0:1 | 1:2 | 1:4 | 0:0 | 1:1 | 2:1 | 0:3 |     | 0:1 |
| TRI | 1:1 | 1:5 | 1:4 | 1:2 | 3:3 | 1:2 | 1:2 | 1:3 | 2:2 | 2:2 | 1:1 |     |

## Campeón
| Libertad            |
| Libertad 15º título |

## Máximos goleadores
Fuente
| País                 | Jugador              | Equipo        | Goles |
| -------------------- | -------------------- | ------------- | ----- |
| Bandera de Argentina | Juan Carlos Ferreyra | Olimpia       | 12    |
| Bandera de Argentina | Roberto Nanni        | Cerro Porteño | 12    |
| Bandera de Paraguay  | Ángel Orué           | Libertad      | 10    |
| Bandera de Paraguay  | Ariel Bogado         | Nacional      | 8     |
| Bandera de Paraguay  | Manuel Maciel        | Libertad      | 8     |

## Público asistente
La tabla siguiente muestra la cantidad de pagantes que acumuló cada equipo en sus respectivos partidos. Se asigna en su totalidad el mismo número de espectadores a ambos protagonistas de un juego. No se computa la entrada de los socios del club.
| Pos. | Equipos             | PJ | As.     |
| ---- | ------------------- | -- | ------- |
| 1.   | Olimpia             | 22 | 134.110 |
| 2.   | Cerro Porteño       | 22 | 112.972 |
| 3.   | 3 de Febrero        | 22 | 40.869  |
| 4.   | Libertad            | 22 | 36.556  |
| 5.   | Sport Colombia      | 22 | 35.818  |
| 6.   | Guaraní             | 22 | 29.797  |
| 7.   | Nacional            | 22 | 25.269  |
| 8.   | Rubio Ñu            | 22 | 23.725  |
| 9.   | Sol de América      | 22 | 21.765  |
| 10.  | Sportivo Luqueño    | 22 | 18.294  |
| 11.  | Tacuary             | 22 | 15.717  |
| 12.  | Sportivo Trinidense | 22 | 15.338  |

## Clasificación para copas internacionales

### Puntaje acumulado
El puntaje acumulado de un equipo es la suma del obtenido en los torneos Apertura y Clausura de 2010. Este determinó al cierre de temporada la clasificación de los representantes de la APF en los torneos de Conmebol del año siguiente.
- Para la Copa Libertadores 2011 clasificaron 3: los campeones del Apertura y Clausura, ordenados según sus posiciones finales en la tabla adjunta[25] y el mejor colocado, sin contar a los mencionados anteriormente.[26] Si el mismo club hubiese repetido el título lograba automáticamente el primer cupo, otorgando los restantes a los finalizados en segundo y tercer lugar.[27]

- Para la Copa Sudamericana 2011 clasificaron 3: el ganador del Apertura o Clausura con la mayor cantidad de puntos acumulados, y los mejores posicionados, excluyendo a los clasificados 2 y 3 de la Libertadores.[28]

Se tomó en cuenta la diferencia de goles en caso de paridad de puntos. El campeón de cada certamen aseguró su participación en la Libertadores como Paraguay 1 o 2, sin depender de la posición que ocupe en esta tabla.
| Copa | Pos. | Equipos             | PJ | PG | PE | PP | GF | GC | Dif. | Pts. |
| ---- | ---- | ------------------- | -- | -- | -- | -- | -- | -- | ---- | ---- |
|      | 1.   | Cerro Porteño       | 44 | 27 | 10 | 7  | 74 | 41 | 33   | 91   |
|      | 2.   | Libertad            | 44 | 27 | 6  | 11 | 79 | 30 | 49   | 87   |
|      | 3.   | Guaraní             | 44 | 25 | 10 | 9  | 72 | 42 | 30   | 85   |
|      | 4.   | Nacional            | 44 | 22 | 11 | 11 | 60 | 40 | 20   | 77   |
|      | 5.   | Olimpia             | 44 | 18 | 17 | 9  | 63 | 41 | 22   | 71   |
|      | 6.   | Rubio Ñu            | 44 | 17 | 15 | 12 | 61 | 57 | 4    | 66   |
|      | 7.   | Sol de América      | 44 | 12 | 9  | 23 | 47 | 67 | -20  | 45   |
|      | 8.   | Sportivo Luqueño    | 44 | 7  | 21 | 16 | 47 | 60 | -13  | 42   |
|      | 9.   | Sport Colombia      | 44 | 9  | 14 | 21 | 44 | 70 | -26  | 41   |
|      | 10.  | 3 de Febrero        | 44 | 9  | 11 | 24 | 36 | 66 | -30  | 38   |
|      | 11.  | Tacuary             | 44 | 9  | 10 | 25 | 40 | 73 | -33  | 37   |
|      | 12.  | Sportivo Trinidense | 44 | 6  | 17 | 21 | 44 | 80 | -36  | 35   |

|                   |                                                                |
|                   | Clasificado a Copa Libertadores 2011 y Copa Sudamericana 2011. |
|                   | Clasificado a Copa Libertadores 2011.                          |
| Copa Sudamericana | Clasificado a Copa Sudamericana 2011.                          |

## Descenso de categoría

### Puntaje promedio
El promedio de puntos de un equipo es el cociente que se obtiene de la división de su puntaje acumulado en los torneos disputados en las últimas tres temporadas por la cantidad de partidos que haya jugado durante dicho período. Este determinó, al cierre del torneo Clausura de 2010, el descenso a la Segunda División de los equipos que finalizaron en los dos últimos lugares de la tabla adjunta.
| Pos. | Equipos             | 2008 | 2009 | 2010 | Total | PJ  | Promedio |
| ---- | ------------------- | ---- | ---- | ---- | ----- | --- | -------- |
| 1.   | Libertad            | 101  | 82   | 87   | 270   | 132 | 2,045    |
| 2.   | Cerro Porteño       | 75   | 81   | 91   | 247   | 132 | 1,871    |
| 3.   | Guaraní             | 79   | 67   | 85   | 231   | 132 | 1,750    |
| 3.   | Nacional            | 77   | 77   | 77   | 231   | 132 | 1,750    |
| 5.   | Olimpia             | 54   | 70   | 71   | 195   | 132 | 1,477    |
| 6.   | Rubio Ñu            | -    | 63   | 66   | 129   | 88  | 1,465    |
| 7.   | Sol de América      | 63   | 50   | 45   | 158   | 132 | 1,196    |
| 8.   | Tacuary             | 54   | 64   | 37   | 155   | 132 | 1,174    |
| 9.   | Sportivo Luqueño    | 49   | 51   | 42   | 142   | 132 | 1,075    |
| 10.  | 3 de Febrero        | 51   | 43   | 38   | 132   | 132 | 1,000    |
| 11.  | Sport Colombia      | -    | -    | 41   | 41    | 44  | 0,931    |
| 12.  | Sportivo Trinidense | -    | -    | 37   | 37    | 44  | 0,840    |

|  |                                  |
|  | Descendieron a Segunda División. |